# Matteo (kardynał S. Maria Nuova)
Matteo (zm. w styczniu 1182) – kardynał diakon S. Maria Nuova od 23 września 1178, z nominacji papieża Aleksandra III. Był członkiem kongregacji kanoników regularnych San Frediano di Lucca przy kościele Santa Maria Nuova w Rzymie. W 1176 jest poświadczony jako magister i subdiakon Świętego Kościoła Rzymskiego. Podpisywał bulle papieskie między 1 października 1178 a 4 stycznia 1182. Uczestniczył w papieskiej elekcji w 1181 roku. Zmarł krótko przed 20 stycznia 1182; tego dnia papież Lucjusz III wspomniał go jako zmarłego.